# Costa d'Oro (colonia britannica)
La Costa d'Oro britannica (Colony of the Gold Coast in inglese) fu una colonia della corona del Regno Unito dal 1821 al 1957 corrispondente all'odierno Ghana, in Africa occidentale. Il nome indicava in origine solo la regione costiera, con riferimento ai ricchi giacimenti d'oro che si trovavano entro il suo territorio. L'espressione "Costa d'Oro" viene tuttora usata per indicare la regione litoranea dell'ex colonia, compresa fra il Capo Three Points ed Accra.

## Storia
I primi europei a insediarsi nella zona furono i portoghesi: esplorato il litorale attorno al 1471 e constatata la presenza di miniere aurifere, battezzarono la regione "Costa d'Oro" (Costa de Ouro in portoghese). Nel 1482 vi edificarono il Castello di Elmina e nel 1515 il Forte Santo Antonio. Alla fine del Cinquecento, la Repubblica delle province unite si sostituì gradualmente al Portogallo, trasformando la Costa d'Oro in un importante nodo della rete della tratta degli schiavi dell'Africa occidentale. Nel 1612 gli Olandesi edificarono Fort Nassau, primo avamposto in loro possesso della regione, e nel 1637 espugnarono Forte Elmina. Pochi anni dopo, nel 1647, anche il Forte Santo Antonio venne conquistato dalle truppe olandesi.
Benché sulla costa fossero attivi, a intervalli irregolari, anche mercanti provenienti dalla Svezia e dal Brandeburgo, furono gli inglesi che nel corso dei decenni consolidarono la loro presenza nella regione. Nel 1660 a Londra venne fondata la Royal African Company, che operò nella zona attraverso i suoi emissari. Olandesi e inglesi si contesero i favori dei regni locali, stringendo alleanze con essi per garantirsi migliori accordi commerciali. Tra il 1694 e il 1700 le rivalità sfociarono in brevi conflitti, noti complessivamente come Guerre di Komenda (dal nome della località, nell'omonimo distretto, in cui si svolsero i combattimenti). La Gran Bretagna rafforzò ulteriormente la sua posizione, sino a diventare la potenza egemone sulla Costa d'Oro.
Con l'abolizione della tratta degli schiavi a inizio Ottocento, diminuì la frequentazione della costa da parte dei mercanti europei. Consolidata la loro presenza sul litorale, proclamato formalmente colonia della corona britannica nel 1821, gli inglesi iniziarono la loro espansione militare verso l'entroterra, combattendo tra il 1823 e il 1900 quattro guerre contro il più potente stato della regione, l'Impero Ashanti. Al termine delle Guerre anglo-ashanti, nel 1901 il territorio venne annesso alla colonia. Nel 1850 la Danimarca (che nel 1663 aveva conquistato anche la Costa d'Oro svedese) aveva accettato di cedere alla Gran Bretagna tutti i suoi possedimenti nella regione, dietro pagamento di un compenso. I Paesi Bassi (che nel 1717 avevano inglobato anche la Costa d'Oro brandeburghese), conclusero con i britannici il Trattato anglo-olandese della Costa d'Oro (1867), per delimitare un confine tra i rispettivi possedimenti; tuttavia, pochi anni dopo, tra il 1870 e il 1871, con nuovi accordi, cedettero tutti i loro possedimenti al Regno Unito. Gli inglesi dedicarono gran parte del terreno coltivabile alle piantagioni di cacao. Sino alla definitiva sistemazione dei confini, la colonia britannica fu spesso in attrito con il Togoland tedesco e con la Costa d'Avorio francese.
Nel 1925 la popolazione africana fu ammessa alla vita politica, ma ebbe una rappresentanza maggioritaria solo a partire dal 1948. Il giurista ghanese sir James Henley Coussey ebbe l'incarico di dar vita a un progetto di definizione della Costituzione, che entrò in vigore il 1º gennaio 1951. Seguirono l'elezione del nuovo parlamento e la stesura di una nuova costituzione nel 1954. Nel 1957 alla Costa d'Oro venne annesso il Togoland britannico e al tempo stesso la colonia fu dichiarata membro indipendente del Commonwealth con il nome di Dominion del Ghana.